# Neuromed Campus

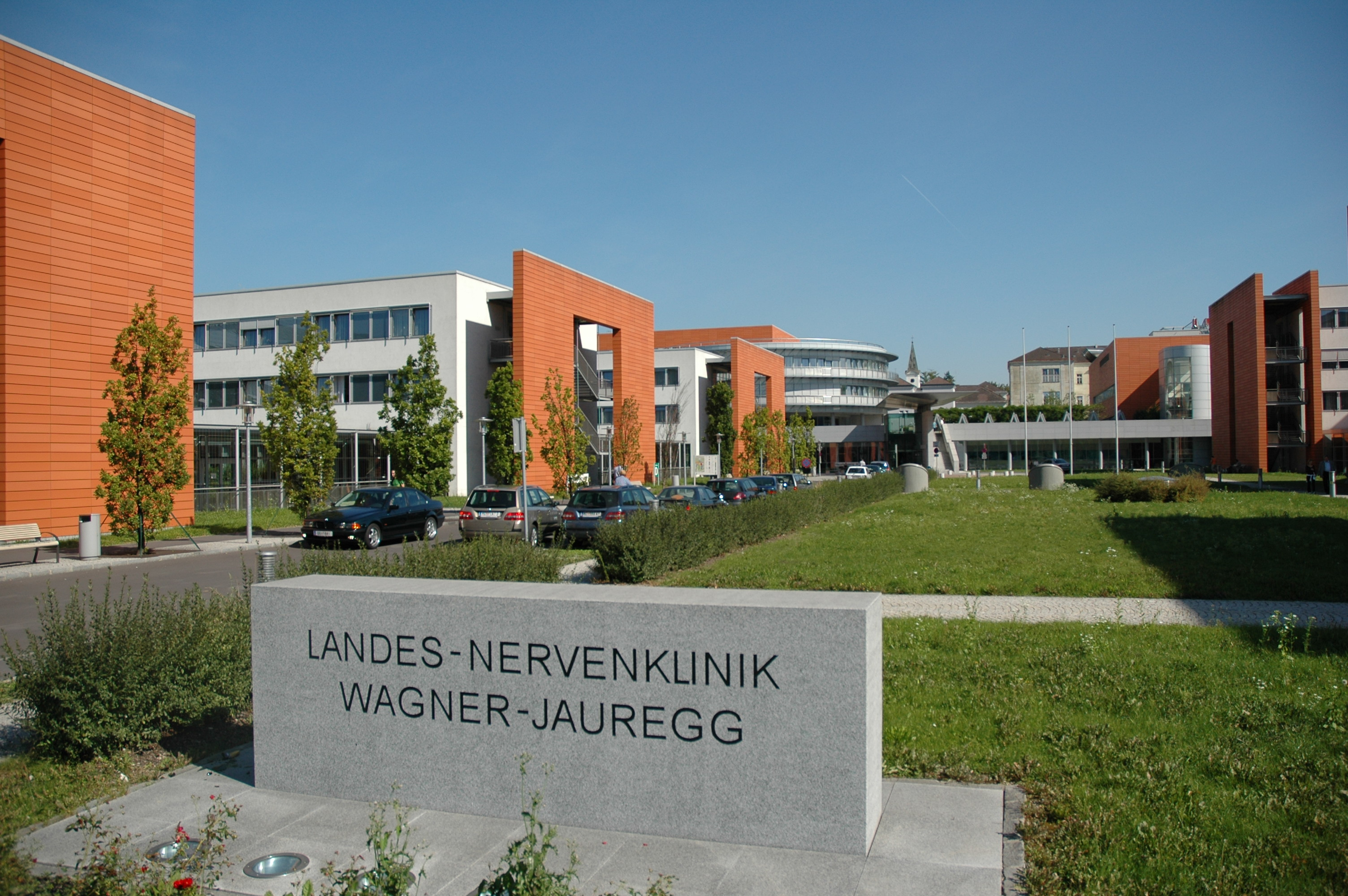
Die Landesnervenklinik Wagner-Jauregg (2006)

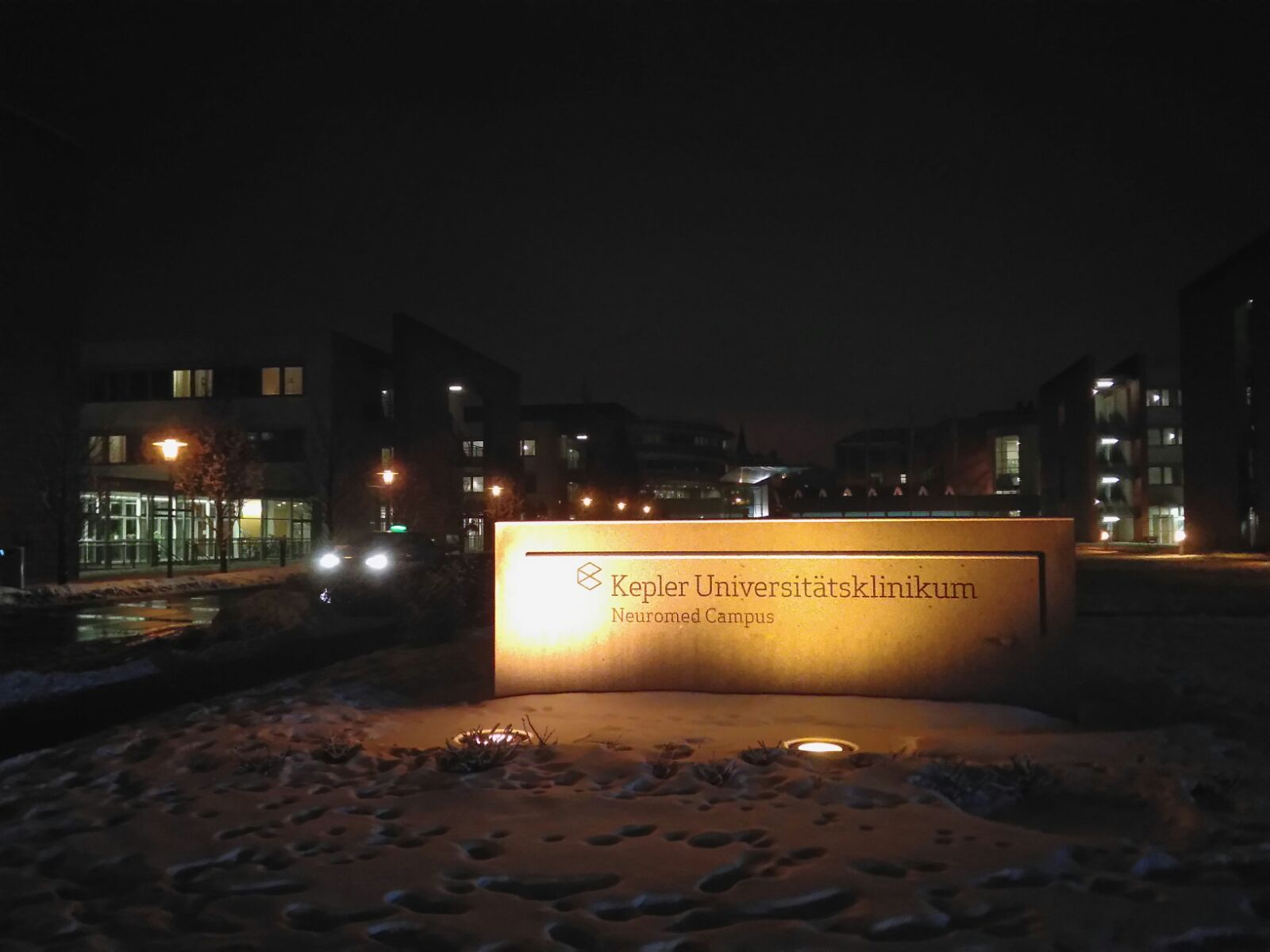
Der Neuromed Campus mit neuem Schild im Februar bei Nacht (2017)

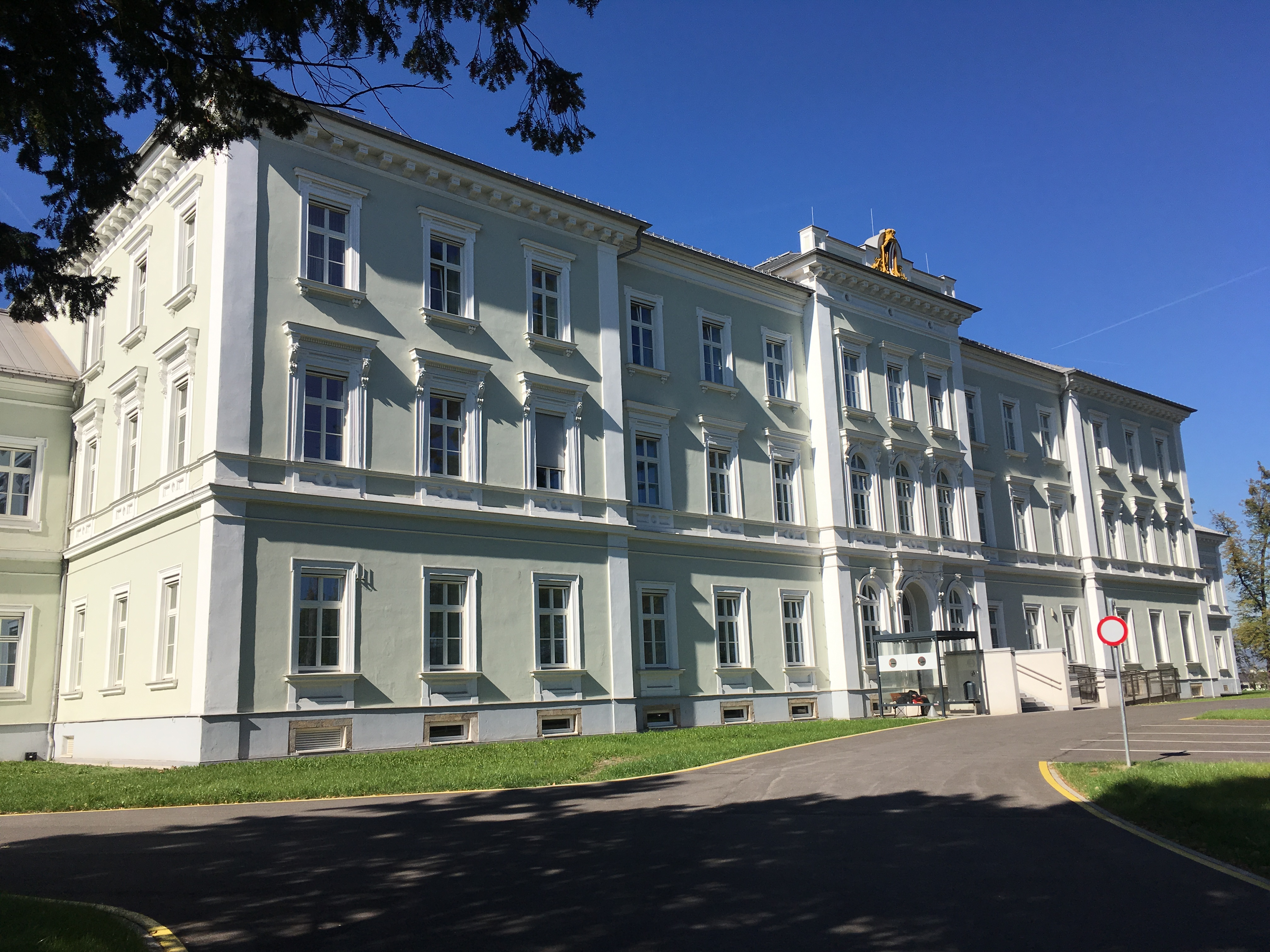
Der denkmalgeschützte Altbau (2018)

Der Standort Neuromed Campus des Kepler Universitätsklinikums (KUK) in Linz war bis 2015 als Landes-Nervenklinik Wagner-Jauregg bekannt. Es befindet sich im Andreas-Hofer-Platzviertel im Stadtteil Waldegg. Das Gebiet um das Krankenhaus wird auch Niedernhart genannt.
Bis 1970 war das Krankenhaus als „Oberösterreichische Landes-Heil- und Pflegeanstalt Niedernhart“, dann als „Wagner-Jauregg-Krankenhaus“ und von 1994 bis 2015 als „Landes-Nervenklinik Wagner-Jauregg“ bezeichnet worden.

## Geschichte
Die erste psychiatrische Einrichtung in Linz wurde 1788 im Prunerstift eingerichtet. Das als „Tollhaus“ bezeichnete Gebäude markiert den Beginn der Pflege von psychisch Kranken als Institution des Landes. Die Einrichtung diente in ihrer Anfangszeit eher der Verwahrung der Kranken als ihrer medizinischen Behandlung. Zuständig für die Patienten waren Wärter, die „Tollen“ waren meistens an ihre Betten gefesselt, was ihrer Gesundheit nicht unbedingt zuträglich war. Ärzte wurden jedoch nur in besonderen Fällen konsultiert. Auch die hygienischen Zustände waren katastrophal.
All diese Missstände wurden erstmals 1824 in einem offiziellen Schreiben erwähnt und die Einrichtung einer neuen Anstalt wurde gefordert. Dies führte zumindest zu einer Verbesserung der sanitären Situation und zum Ende des Fesselns der Insassen, auch eine unentgeltliche ärztliche Versorgung war nun vorgeschrieben. 1834 wurde eine Anstaltsordnung eingeführt und ein Primararzt bestellt. Eine Seidenplantage wurde angelegt, um den Patienten der Anstalt Arbeit und Beschäftigung zu ermöglichen, was für die damalige Zeit ein Novum war.
Platzmangel führte dazu, dass der oberösterreichische Landtag die Errichtung einer „Musteranstalt“ in Niedernhart, heute Teil des Linzer Stadtteils Waldegg, beschloss. 1864 erstellte Architekt Johann Metz einen mehrfach überarbeiteten Plan für ein Gebäude, das allen Anforderungen der damaligen Zeit entsprach. Die Einrichtung verfügte über 228 Betten und wurde am 22. September 1867 als Landesirrenanstalt Niedernhart eröffnet. 1893 war die Zahl der Patienten auf 500 Personen angestiegen. Neben dem Erwerb von Schloss Gschwendt bei Neuhofen an der Krems wurden 1896 zwei Männerstationen mit 100 Betten, 1903 ein Frauentrakt mit 150 Betten und 1911 eine zusätzliche Männerstation mit 150 Betten errichtet.

### Erster Weltkrieg
Der Erste Weltkrieg wirkte sich auf vielfältige Weise auf die psychiatrische Anstalt aus. So war durch Einberufungen ein Personalmangel zu verzeichnen und bereiteten der Mangel an Lebensmitteln und Heizmaterial, der Ausbruch von Seuchen sowie die hohe Zahl der Kranken der Anstalt große Probleme. In den Jahren des Krieges starben in Niedernhart mehr als 1.000 Patienten, vor allem im Jahr 1917 kam es zu einem Massensterben. Dies dürfte neben der mangelhaften Ernährung, der unzureichenden medizinischen Versorgung, der „Überfüllung“ der Anstalt mit Kranken auch auf den Ausbruch von Seuchen und das Fehlen von ausreichenden Isoliermöglichkeiten für Infektionskranke sowie andere Mängel zurückzuführen gewesen sein. Im April 1916 wurde eine psychiatrische Abteilung des k.u.k. Garnisonsspitals Nr. 4 Linz für psychisch kranke Soldaten in Niedernhart eröffnet, diese Abteilung existierte bis zum November 1918.

### Zwischenkriegszeit
Während im Zeitraum von 1880 bis 1912 sechs bauliche Erweiterungen stattgefunden hatten, mit denen der „Belegraum“ der Anstalt auf letztlich rund 800 Betten (inklusive 100 Betten in der Zweiganstalt in Gschwendt) erhöht worden war, wurde die Bettenzahl der Anstalt Niedernhart in der Zwischenkriegszeit nur einmal erweitert – auf 868 Betten. In der gesamten Zwischenkriegszeit stellte die „Überfüllung“ der Anstalt ein großes Problem dar, das nicht vollständig gelöst werden konnte.
1923 wurde in Niedernhart die Malariabehandlung bei progressiver Paralyse, eine Heilmethode für die bis dahin als unheilbar geltende Syphilis, eingeführt. Julius Wagner-Jauregg, der spätere Namenspatron der Klinik, hatte diese Methode entwickelt, 1927 erhielt er dafür den Nobelpreis. In der Linzer Anstalt war Wagner-Jauregg allerdings nie tätig.
Die Anstalt Niedernhart versuchte in den 1920er Jahren, modernen Erfordernissen des Krankenhauswesens hinsichtlich der Behandlung, Untersuchung und Beschäftigung der Patienten sowie hinsichtlich der Ausbildungsmöglichkeiten für die Ärzte und das Personal gerecht zu werden. In diesem Kontext wurde um 1925 auch der offizielle Name der Anstalt von „Landes-Irrenanstalt Niedernhart-Linz“ zu „Landes-Heil- und Pflegeanstalt Niedernhart“ geändert. Trotz der Verbesserungen gab es aber weiterhin Mängel im medizinisch-therapeutischen Bereich. Nachfolger von Anstaltsdirektor Franz Schnopfhagen wurde im Jahr 1926 Josef Böhm. In den 1930ern wurde die Arbeitstherapie nach Hermann Simon erfolgreich als Methode der Psychotherapie eingeführt, hingegen wurde auf andere Therapieformen, etwa die Psychoanalyse, verzichtet. 1937 wurde die von dem ungarischen Psychiater Ladislas J. Meduna entwickelte „Konvulsionstherapie“ in Niedernhart eingeführt.

### Zeit des Nationalsozialismus
1940 begann unter der Leitung von Rudolf Lonauer das wohl dunkelste Kapitel in der Geschichte der Klinik. Im Zuge der „Vernichtung lebensunwerten Lebens“ fielen zahlreiche Patienten der NS-Euthanasie zum Opfer. Einerseits wurden 1940/41 rund 600 Patienten der Anstalt in die Tötungsanstalt Hartheim verbracht und dort ermordet. In Hartheim und fünf weiteren Tötungsanstalten (letztere befanden sich auf dem Gebiet des Altreichs) starben während der NS-Krankenmorde rund 70.000 Menschen in Gaskammern. Drei Krankenabteilungen für männliche Patienten in Niedernhart dienten während der Aktion T4 auch als Zwischenanstalt für Transporte nach Hartheim. Ein großer Teil der in Hartheim im Zuge der Aktion T4 ermordeten Menschen dürfte Niedernhart durchlaufen haben. Zudem wurden in denselben drei Krankenabteilungen beginnend mit dem Jahr 1940 auch hunderte weibliche und männliche Patienten von Ärzten und Pflegern getötet.
Neben der gezielten Verabreichung von Medikamenten dürften auch schlechte Lebensbedingungen beim Massensterben in Niedernhart eine Rolle gespielt haben. Insgesamt starben zwischen Mai 1940 und Kriegsende mehr als 1300 Patienten der Anstalt, ein nicht geringer Teil davon dürfte getötet worden sein. Die Verstorbenen wurden u. a. am Linzer St. Barbara-Friedhof bestattet. Die Sterberate stieg während der Zeit der Morde stark an, 1943 lag sie bei mehr als 24 Prozent. Die Verbrechen machten sich auch an der Patientenzahl des Krankenhauses bemerkbar: 1943 verzeichnete man mit nur 303 Patienten die niedrigste Zahl seit rund 70 Jahren. Während Teile der Anstalt zum Massenmord dienten, bestand in anderen Teilen weiterhin ein regulärer psychiatrischer Betrieb. Einzelne Abteilungen wurden für bestimmte Zeiträume auch für andere Zwecke genutzt. So waren das „Gaufürsorgeamt Oberdonau“, eine „Volkspflegeschule“, das „Gaujugendamt“, Fürsorge- und „Asozialen“-Abteilungen sowie eine Hilfsschule zeitweise in Niedernhart untergebracht. Große Teile der Anstalt wurden ab 1942 auch von der Deutschen Wehrmacht für die Unterbringung des Reservelazaretts B vereinnahmt.

### Zweite Republik
Der Neubeginn nach dem Zweiten Weltkrieg gestaltete sich schwierig, da erhebliche Schäden durch Luftangriffe zu beklagen waren. Anfangs wurden Teile der Klinik provisorisch in die Landesfrauenklinik übersiedelt. 1970 wurde der Neubau fertiggestellt und das Krankenhaus wurde in „Wagner-Jauregg-Krankenhaus des Landes Oberösterreich“ umbenannt.
1995 wurde der Spatenstich für den Neubau der Landesnervenklinik vorgenommen.
Der moderne Spitalsbau wurde 2003 feierlich eröffnet, das aus heutiger Sicht eher ungeeignete Neubaugebäude von 1970 wurde abgerissen. Seit den 1990er Jahren prägte man den Trend zur „offenen Psychiatrie“ und machte Fortschritte auf den Gebieten der Neurologie und Neurochirurgie.
Seit 1. Jänner 2016 firmiert die LNK als Standort Neuromed Campus des Kepler Universitätsklinikums (KUK) – zusammengelegt mit dem Allgemeinen Krankenhaus der Stadt Linz und der Landes-Frauen- und Kinderklinik.

## Einrichtung

### Organisation
Rechtsträger des Standorts Neuromed Campus ist die Kepler Universitätsklinikum GmbH.
Die Kollegiale Führung des Krankenhauses wird von einer Ärztlichen Direktion, einer Kaufmännischen Direktion und einer Pflegedirektion gebildet.

### Medizinische Schwerpunkte
Die Schwerpunkte des Krankenhauses sind die Behandlung von Erkrankungen des Zentralen Nervensystems sowie im psychischen Bereich.
Die neurochirurgische Station verfügt über eine Intensivabteilung zur Behandlung von Gehirnerkrankungen. Die neurologische Station ist auf Erkrankungen wie Morbus Parkinson, Multiple Sklerose, Schlaganfälle und Epilepsie spezialisiert.
Der dritte große Abschnitt ist die Psychiatrie. Neben der herkömmlichen Psychiatrie gibt es auch spezielle Bereiche, etwa die Jugendpsychiatrie, die Behandlung von Suchtgiftabhängigen, forensische Psychiatrie und Psychosomatik.

## Namensstreit
Immer wieder wurde – vor allem von den oberösterreichischen Grünen – darauf hingewiesen, dass Julius Wagner-Jaureggs wissenschaftliche Publikationen stark von nationalsozialistischem Gedankengut beeinflusst seien und die Benennung der Landesnervenklinik deshalb nicht akzeptabel sei.